# 中山公主 (北魏)
中山公主（?—?），中国南北朝北魏公主。
中山公主嫁给了穆亮，穆亮是穆平国之子，魏献文帝把中山公主嫁给他，拜驸马都尉，封赵郡王，加侍中、征南大将军。徙封长乐王。穆平国是城阳公主的驸马，穆亮的哥哥穆伏干是濟北公主的驸马，穆罴是新平公主的驸马。

## 传记资料
- 《魏书·卷二十七·列传第十五》
- 《册府元龟 卷三百 外戚部·总序》
- 《北史·卷二十·列传第八》